# 75式130mm自走多管火箭車
75式130mm自走多管火箭車是日本陸上自衛隊曾經配備，作為廣面積威力壓制的自走多管火箭炮車，簡稱75MSSR（又稱MSSR = Multiple Surface to Surface Rocket），在日本購入美製MLRS後，已全數退役。

## 簡介
1969年，日本防衛廳委託小松製作所以73式裝甲運兵車試驗型 (SUⅡ)底盤整合75式130公厘火箭彈的自走多管火箭車，原型車在1973年完成測試，1977年開始量產，最後共量產66輛，車輛單價在1982年的預算書中編列是2億2千萬日幣。
75式130公厘火箭彈重量43公斤，採用固態燃料火箭，每發射擊需間隔0.4秒，全車30發火箭彈射擊完畢需時12秒。由於無導引火箭射擊時很容易受風偏影響所以射擊前需要搭配75式自走風測装置捕捉氣候參數校正發射架，增加命中率。
日本在冷戰時代，推演遭到蘇聯攻擊的模擬中，可行性最高的選項一直都是從北海道進行大規模登陸。因此75式多管火箭主要也是配備在陸上自衛隊北部方面隊的陸上自衛隊第1特科團與北部方面對各師級炮兵（特科）指揮部之下，作為廣域壓制武器運用；除了北部方面隊外西部方面隊有佈署一個大隊。且由於其射程緣故，自衛隊本土演訓場僅有在北海道的矢臼別演習場可作為實彈演習使用。
在冷戰結束後，蘇聯的威脅不再，軍團級多管火箭由MLRS替換，而師級多管火箭則撤編以自走榴彈炮替換。所有的75式多管火箭車都在2003年除役，目前在該車曾服役的營區多有留存實車展示。

## 登場影視作品
- 『哥吉拉』
- 『MEMORIES』：『最臭兵器』片段登場。